# Joaquim Antunes de Figueiredo Júnior
Joaquim Antunes de Figueiredo Júnior (Araruama, 9 de agosto de 1844 — Niterói, 19 de abril de 1917) foi  Ministro do Supremo Tribunal Federal de 11 de dezembro de 1895 a 23 de agosto de 1897. Foi nomeado procurador-geral da República em 2 de agosto de 1897.